# Hedwig von Preysing
Hedwig Maria Ida Gräfin von Preysing-Lichtenegg-Moos, geb. Edle von Walterskirchen, (* 16. Dezember 1849 in Preßburg; † 4. September 1938 im Schloss Kronwinkl bei Landshut) war aktiv in der Katholischen Frauenbewegung tätig und Mitbegründerin sozialer Einrichtungen.

## Leben und Wirken
Sie war das fünfte von insgesamt 12 Kindern des Georg Wilhelm Edler von Walterskirchen, Freiherr von Wolfsthal und dessen Ehefrau Ida, geb. Gräfin von Fries. 1876 heiratete sie Johann Kaspar Graf von Preysing-Lichtenegg-Moos. Aus der Ehe gingen 11 Kinder hervor. Der drittälteste Sohn war Kardinal Konrad Graf von Preysing. Neben der Erziehung der eigenen Kindern, unterstützt von Privaterziehern, engagierte sich die seit 1897 verwitwete Gräfin auf sozialem Gebiet. Dabei galt ihr besonderes Interesse den karitativen Einrichtungen des Katholischen Frauenbundes. Sie war eine starke Stütze von Ellen Ammann und vertrat führend die Anliegen der Stadt- wie der Landfrauen. Gräfin Preysing gründete vor allem in Niederbayern  mehrere Zweigvereine des Katholischen Frauenbundes, die 1911 zum Bayerischen Landesverband des Katholischen Frauenbundes zusammengeschlossen wurden. Innerhalb des Bundes initiierte sie die Errichtung von u. a. Milchküchen, Säuglingsberatungsstellen sowie ambulante Krankenpflegestationen.